# 科罗内尔海战
科罗内尔海战（英語：Battle of Coronel）是第一次世界大战早期于1914年11月1日在智利科罗内尔外海展开的一场战役，交战双方为德意志帝国海军和英国皇家海军。战斗中，海军中将马克西米利安·冯·施佩伯爵领导的德国东亚分舰队击败了海军少将克里斯托弗·克拉多克率领的英国分舰队。 
这场战役很可能是源于一场误解：双方将领都未曾料想对方的主力舰队会出现在附近海域，并最终发展成全面交火。克拉多克海军少将在没有胜算的情况下仍坚持战斗并战死。德国舰队轻松获胜，以3名士兵受伤的微小代价，击沉英军两艘装甲巡洋舰，但同时也消耗了一半的弹药储备。科罗内尔海战是英国皇家海军近百年来的首次失利。获得战败的消息后，恼羞成怒的英国海军部派遣了包括两艘的战列巡洋舰在内的大量增援兵力以对付施佩舰队。双方在一个月后的12月8日在福克兰群岛外海再次开战，英国海军成功的依靠极据优势的兵力击败了弹药不足的施佩舰队。

## 背景
第一次世界大战爆发前，德国便在太平洋西南部诸岛上经营着一系列殖民地，如德属新几内亚、雅浦岛、瑙鲁以及德属萨摩亚。开战后，英國皇家海軍和澳大利亚皇家海军决定优先占领这些岛屿殖民地，而不是去搜寻德国部署在此地区唯一的海上力量：原来部署在德属青岛的东亚分舰队。而由施佩伯爵所率领的德意志帝国东亚分舰队各舰也没有坐以待毙，他们按照战前的计划，在德属马里亚纳群岛的帕甘岛会合准备下一步计划。施佩在和舰长商议后决定横跨太平洋，取道合恩角返回德国。施佩先是同意埃姆登号轻巡洋舰到印度洋单独进行破交作战，吸引注意力，然后率主力于1914年9月22日抵达塔希提岛并炮击了法属波利尼西亚的首府帕皮提市。10月12日到14日，舰队先后和莱比锡号轻巡洋舰以及德累斯顿号轻巡洋舰在复活节岛会合，之后一起前往南美洲南部海域。

东亚分舰队从1914年到1915年的航程

在占领了德国的殖民地之后，英国皇家海军很快开始在西太平洋海域搜寻施佩舰队的踪迹。1914年10月4日，皇家海军通过无线电监听，判断出施佩舰队将要袭击智利外海一带的协约国商船。当时唯一在此地区活动的英国海上力量是由克里斯托弗·克拉多克海军少将指挥的分舰队。克拉多克先前率领西印度分舰队一路追击德累斯顿号轻巡洋舰南下，在他发现德累斯顿号已经越过合恩角后，他要求海军部将此地区的皇家海军分成两队。他自己率领一半力量巡逻南美洲西岸，而海军少将阿奇博尔德·斯托达特则率领另一半驻扎在南美洲东岸。
克拉多克的舰队由装甲巡洋舰好望角号（旗舰）、蒙茅斯号、轻巡洋舰格拉斯哥号和辅助巡洋舰奧特朗托号组成。海军部原本另外安排了装甲巡洋舰防御号和严重过时的前无畏舰克诺珀斯号前去支援克拉多克舰队，但防御号被中途安排去了别的任务耽搁了时间，导致只有克诺珀斯号赶来与克拉多克会合。
防御号的缺席意味着克拉多克的舰队将完全失去战胜斯佩舰队的机会。好望角号和蒙茅斯号虽然装备有大量6英寸（152毫米）舰炮，但这些炮廓炮完全无法在恶劣海况下使用；好望角号虽然还装备了两门9.2英寸（234毫米）舰炮，但与之相对，德军的两艘沙恩霍斯特级装甲巡洋舰各装备8门，一共16门210毫米舰炮。在火力方面，英国舰队完全被德国舰队压制了。另外，英国船员主要由战时动员，缺乏经验的海军预备役人员组成，而德国东亚分舰队的军官却是由提尔皮茨海军上将亲手挑选的精英人员，沙恩霍斯特号和格奈森瑙号的船员也因炮术精湛而获过嘉奖。
克拉多克的西岸舰队在10月18日与克诺珀斯号会合。克诺珀斯号虽然理论上是艘战列舰，但她不仅设计过时，而且这艘刚刚从拆解的命运中逃离的老旧舰船此时极度需要整备和维护。克诺珀斯号只能维持12节（22公里/小时）的最大速度，是其设计时速的三分之二，其他英国舰船速度的一半。有鉴于此，英国海军部意识到如果克拉多克不带上克诺珀斯号，那他对阵施佩毫无胜算；但如果克拉多克带上克诺珀斯号，那他将追不上任何德军舰船。最后海军部只是含糊地要求克拉多克“在有陪伴的情况下接敌”，可能是希望克拉多克与克诺珀斯号一起行动。10月20日，克拉多克的舰队离开了福克兰群岛，受命前往南美西岸巡逻。此时他仍以为防御号随时会和他会合。在路程中，英军通过无线电监听，发现德军莱比锡号轻巡洋舰就在附近，克拉多克不知道原本在北美西岸活动的莱比锡号已经加入了施佩舰队，误以为自己只是在对阵一艘落单的轻巡洋舰。
10月27日，克拉多克向海军部询问他能不能将克诺珀斯号抛下，带领巡洋舰先行以寻找德军。但是此时英国海军部正处于人事变动之中，最后海军上将约翰·费舍尔于10月30日代替了因具有德国血统而受到质疑的巴登的路易亲王出任第一海务大臣。时任第一海军大臣的温斯顿·丘吉尔负责回复克拉多克，但他和克拉多克的通信充满了误解：最后克拉多克以为海军部要求他用现有的部队出击，而且默认他可以抛下克诺珀斯号。但其实海军部是希望他谨慎行事，使用克诺珀斯号进行防御，最好只是侦察敌人，或者在只遇到部分敌军的情况下进行出击。多年之后，丘吉尔坦诚他当时被海军高层政治斗争分了心，没有专心处理南美的事务。不论如何，克拉多克在10月下旬命令克诺珀斯号留在后方照顾煤船，自己先行出击。
海军部不能给克拉多克提供确切的答复的一大原因是英国情报部门一直无法掌握德国舰队的行踪。施佩舰队尽力不被发现，他们只在偏远的海滩和岛屿处驻锚，同时不停地改变航线以防被拦截。另一方面，由于没有现存的情报网络，英军在南美南部海域的情报收集和通信都极为困难，而且来源很不可靠。只有当路过的商船偶然碰上了德舰，或者当德国人又释放了一批被俘船员时，英军才能获取关于德舰位置的情报。当地的平民往往拒绝配合，因为他们一般不是德国移民，就是具有一定德裔血统的同情者。无线电通信十分混乱，经常被德国人干扰；当地的英国官员如果想进行远程通信，比如说向伦敦汇报，那消息就势必要通过中立的南美国家进行传输，而这些国家的电报站拒绝发送任何加密信息。政治斗争加上不准确的情报严重干扰了英国海军部的判断，直到11月3日，新任的第一海务大臣费舍尔才收到从智利瓦尔帕莱索传来，称施佩舰队出现在港内的情报。费舍尔紧急下令防御号装甲巡洋舰前去支援克拉多克舰队，并且强调克拉多克不能丢下克诺珀斯号独自行动。然而这份澄清来得太晚，克拉多克海军少将已经在两天前阵亡。

## 经过

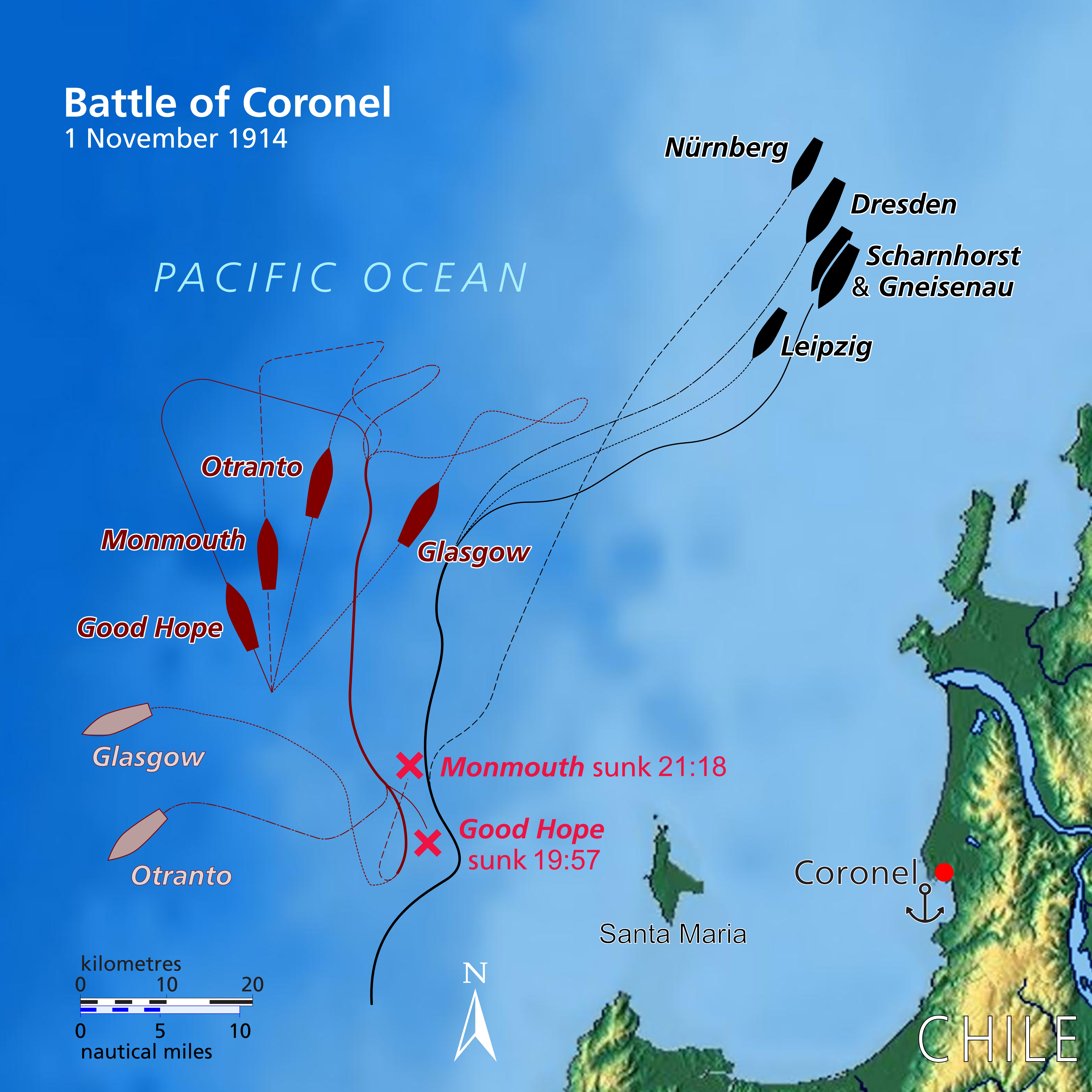
科罗内尔海战：英舰为红色，德舰为黑色

10月31日，格拉斯哥号轻巡洋舰前往智利科羅內爾港试图搜集新闻和情报，但立即就被当时在港内为施佩工作的补给船哥廷根号发现了。哥廷根号立即用无线电通知施佩称发现英军舰艇，但也因此让监听无线电的格拉斯哥号意识到德舰就在附近。接到情报的施佩挥师前往科罗内尔围歼格拉斯哥号，而仍以为自己在追踪莱比锡号的克拉多克也带领舰队北上寻找德舰的踪迹。双方都出现了可怕的误判，谁也没想到敌军主力就在附近。
11月1日早上9时15分，格拉斯哥号离开了科羅內爾港，和港外64公里处的克拉多克舰队主力会合。海况非常恶劣，以至于格拉斯哥号和旗舰好望角号之间甚至需要用绳子传递信息。四艘英舰排成松散的一列横队以10节（19公里/小时）的缓慢速度向北前进，在海面上搜寻莱比锡号。下午16时17分，他们发现了莱比锡号——只是莱比锡号并不是独自一人；她与德国东亚分舰队的另外4艘巡洋舰一起同行。德军兵力包括2艘装甲巡洋舰——沙恩霍斯特号、格奈森瑙号以及3艘轻巡洋舰——莱比锡号，德累斯顿号以及纽伦堡号。身处沙恩霍斯特号上的施佩同样注意到海面上来自英舰的烟柱，他立刻命令手下舰船以20节（37公里/小时）的速度向南全速前进，迎敌备战。
16时20分，发现事情不对的克拉多克命令各舰转向南方，短暂的追逐过后，克拉多克意识到自己只有两个选择：一是抛弃最快航速只有16节（30公里/小时）的辅助巡洋舰奧特朗托号，保存己方三艘正规巡洋舰向南撤退；二是和回身和奧特朗托号一起应战德国人。而享有速度优势的德军也不急于追赶，他们在距离拉近到15000码（13,720米）后开始减慢速度，等待出击的最佳时机——只要夕阳继续西沉，被照亮的地平线就能将英舰的剪影衬得一清二楚。

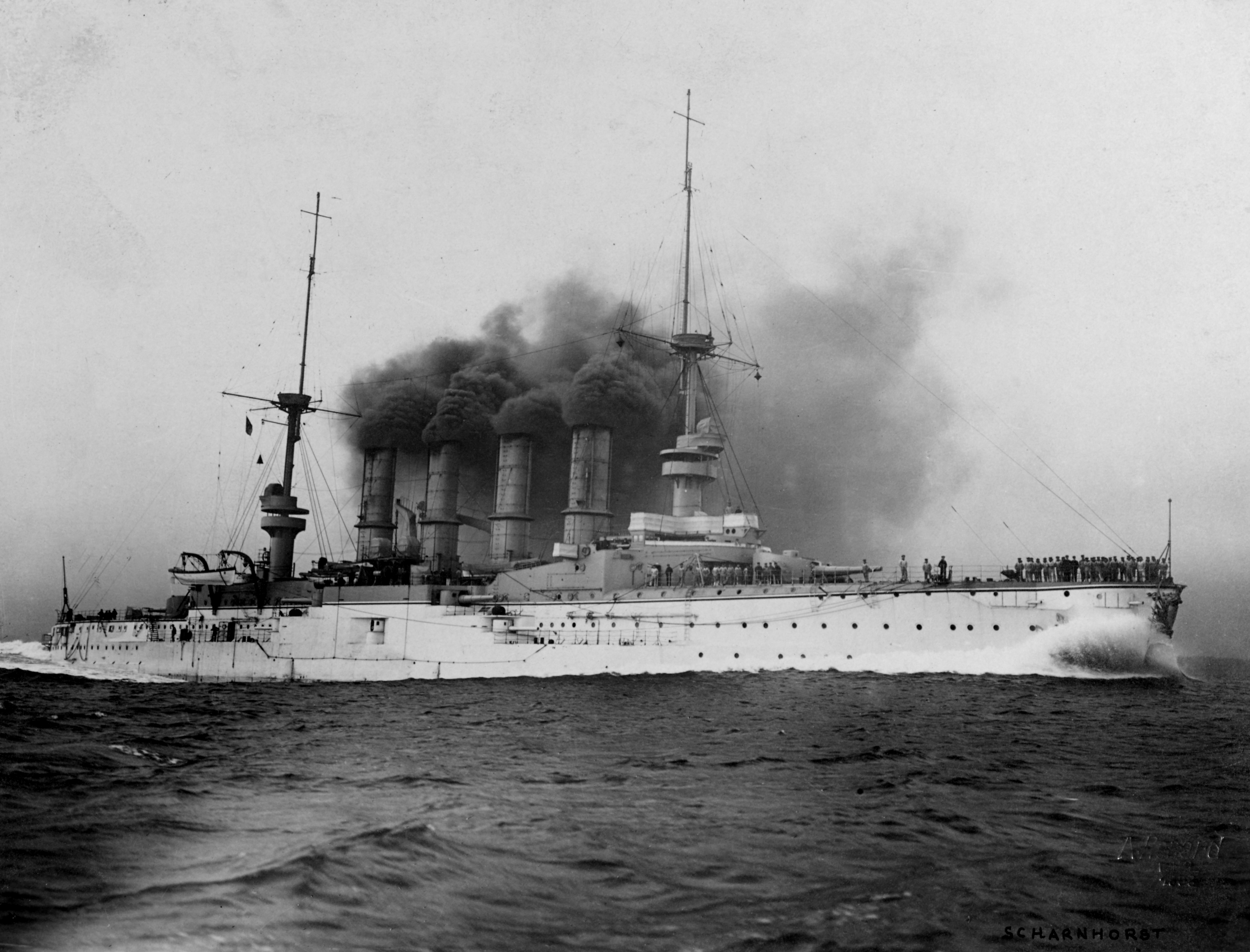
沙恩霍斯特号装甲巡洋舰

17时10分，克拉多克决定回身迎战施佩舰队，命令舰队转向东南，缩短与德舰的距离。这时太阳依然高悬，向西观察英舰的德国人被阳光刺得睁不开眼睛。因此，施佩拒绝迎战，他下令各舰转向，与英舰保持14000码（12,800米）的距离。18时18分，绝望地试图缩短距离的克拉多克下令各舰转向北方，直接冲向德军。施佩仍然拒绝接战，将双方的距离拉大到18000码（16,460米）。18时50分，日落，双方的距离缩短到12000码（10970米），施佩决定接战，他下令手下各舰开火。
战斗双方实力悬殊：德军的两艘装甲巡洋舰加起来共有16门210毫米舰炮，而英军能在射程上匹敌的只有好望角号上的2门9.2英寸（234毫米）舰炮，而开战仅仅5分钟后炮术精湛的德军就摧毁了这仅有的2门中的一门。虽然英舰上还装备有大量6英寸舰炮，但当天海况太过恶劣：海水不断从炮廓涌进火炮甲板，水手只能在波涛中艰难地开火。英军队列中，辅助巡洋舰奧特朗托号只装备了8门120毫米火炮。作为一艘前客轮，她体积非常巨大，是很容易击中的目标，同时战斗能力十分有限。在被德累斯顿号和格奈森瑙号击中后，奧特朗托号转向西方，逃离了战场。
随着战斗进行，天完全变黑并下起了小雨，月亮也被乌云掩盖着。克拉多克继续向德军冲锋，他希望随着距离缩短，他舰上的6寸炮便能发挥出作用。他几乎成功了，到了19时30分，双方的距离被拉近到了6000码（5,490米）。作为回应，德舰用越来越准确的炮击一次又一次轰击着克拉多克的两艘装甲巡洋舰。好望角和蒙茅斯号都被打中起火，这让她们在沉沉夜幕下成了再明显不过的目标。很快，蒙茅斯号不再开火；好望角号虽然继续战斗了一段时间，但到了19时50分，好望角号发生了爆炸，一团巨大的火球从她的船体前部升了起来，接着海面上陷入沉寂，再也没有人见过好望角号。
沙恩霍斯特号切换目标，开始攻击蒙茅斯号。而格奈森瑙号则和莱比锡号与德累斯顿号一起攻击格拉斯哥号。由于德军老旧的轻巡洋舰仅装备有105毫米火炮，因此格拉斯哥号轻巡洋舰在先前的战斗中没受什么伤，但她不是装备有210毫米火炮的格奈森瑙号的对手。格拉斯哥号的舰长约翰·卢茨意识到战局已定，坚持战斗是自杀性行为——每当格拉斯哥号开火，炮火闪光就会诱使所有德舰一齐攻击她。于是卢茨下令格拉斯哥号停火，并在夜幕掩护下率舰撤退。此时的格拉斯哥号仍能维持24节（44公里/小时）的高速，她先是回去查看蒙茅斯号的情况：海面上，蒙茅斯号正在缓慢沉没，但不知怎么地灭了火。由于蒙茅斯号对格拉斯哥号的信号没有反应，格拉斯哥号便转向南方，逃离了战场。

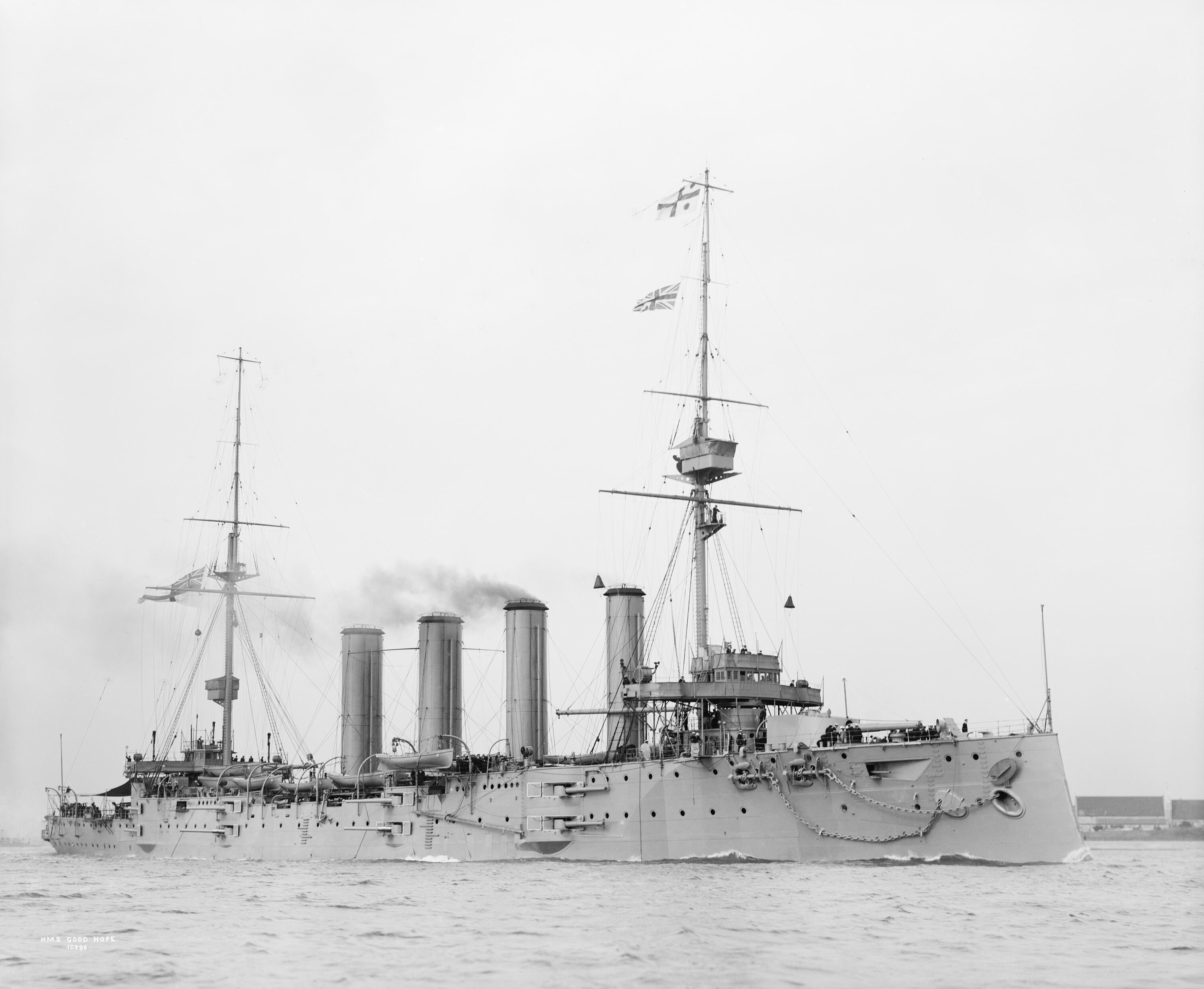
好望角号装甲巡洋舰

先前掉队，很迟才赶到战场的纽伦堡号轻巡洋舰于20时35分看到了格拉斯哥号的烟柱，接着偶然地发现了在海面上漂浮着的蒙茅斯号。纽伦堡号开到了离蒙茅斯号600码（550米）的地方，打开探照灯照亮了蒙茅斯号的战旗，希望蒙茅斯号能够降旗投降。到了21时20分，纽伦堡号故意瞄高，对蒙茅斯号开了几炮，但蒙茅斯号还是没有反应。于是纽伦堡号对蒙茅斯号发射了鱼雷，关掉了探照灯准备离开。就在这时，沉寂的蒙茅斯号最后一次动了起来——她开动了引擎，开始转向，似乎是想撞向纽伦堡号。于是纽伦堡号开了火，21时58分，蒙茅斯号侧倾沉没。由于海况太过恶劣，纽伦堡号没有尝试去搜寻幸存者。
德军于22时15分正式放弃搜寻失踪的好望角号。由于担心报告中提到的英国战列舰会突然出现，施佩集合了他手下的船舰，向北离开了战场。
好望角号和蒙茅斯号装甲巡洋舰上无人生还，一共有1660名英国官兵阵亡，阵亡者包括指挥官克拉多克海军少将。格拉斯哥号轻巡洋舰和奧特朗托号辅助巡洋舰逃离了战场，格拉斯哥号受了轻伤——她仅被命中了5次，船上有5人受伤。 只有两枚英军炮弹击中了沙恩霍斯特号，而且都是哑弹——其中一枚打穿了主装甲带上方的舰体，最后停在了一间储藏室里；对此，施佩评论道：“这东西就像是某种问候。”。作为对比，沙恩霍斯特号在战斗中发射了422发主炮炮弹，至少击中了好望角号35次，但这同时也导致弹药储备只剩350发。格奈森瑙号被击中了4次，3名船员受伤，她在战斗中一共发射了244发主炮炮弹，战后弹药储备只剩528发。

## 战后
在完全没有胜算时，克拉多克海军少将为了实行皇家海军“逢敌必战”的信条依然选择迎击德军，在离开斯坦利港时，克拉多克留下了一封信，要求一旦他在战场上阵亡，就将信转交给海军元帅赫德沃思·穆克斯爵士。在信里克拉多克表示他实在是不想重复好友欧内斯特·特鲁布里奇海军少将的命运：因拒绝和优势敌人作战而遭到军法审判。在离开时，克拉多克表现得十分悲观，以至于福克兰群岛的总督和总督的助手都觉得克拉多克没想过能活着回来。另外格拉斯哥号的舰长卢茨也写道：“克拉多克本质上就是个不能拒绝战斗，甚至推迟战斗的人。只要有一丝获胜的希望，他就会选择战斗。”

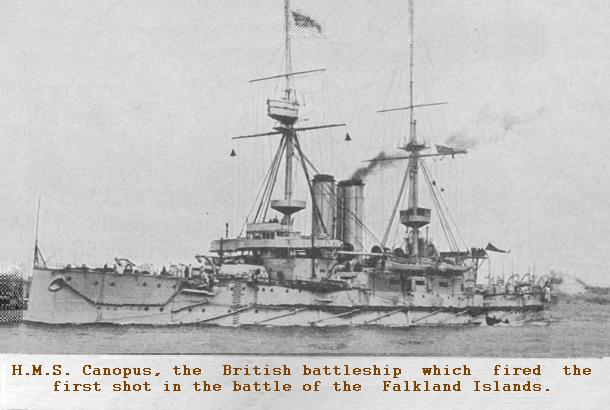
前无畏舰克诺珀斯号

科罗内尔海战是英国皇家海军自1812年战争期间的尚普兰湖战役之后，近100年来的首次战败。当消息传到英国，举国哗然。恼羞成怒的英国海军部迅速派出了由海军中将道维顿·斯特迪爵士率领的，包括战列巡洋舰無敵號和不屈號的优势舰队以应对施佩的威胁。
战后，格拉斯哥号成功逃离，她以20节（37公里/小时）的时速向南航行了了3天，穿过了麦哲伦海峡返回福克兰群岛。而克诺珀斯号在战斗爆发后一度以尽可能快的速度向北航行试图增援，但直至战斗结束她也没能赶到战场。在收到格拉斯哥号发来的警告后克诺珀斯号掉头向南。回程的路上，她的引擎出现了严重的机械故障，最大速度降至9节（17公里/小时）。两舰于11月6日碰面并一起返回斯坦利港。克诺珀斯号的故障过于严重，最终选择在斯坦利港外主动搁浅，作为固定炮台使用，而格拉斯哥号北上加入斯托达德舰队。奧特朗托号在往西开了200海里（370公里）后，也绕过合恩角，与其他舰船会合。
11月4日，海军部要求此地区所有幸存舰只前往巴西海岸外的阿布罗略斯岩，加入斯托达德海军少将率领的东岸舰队。之后防御号终于赶到，同样加入了斯托达德舰队。11月26日，斯特迪和斯托达德会合，舰队合并后一起南下。英军舰队在1914年12月7日到达斯坦利港进行补给，为下一步的搜寻做准备。
温斯顿·丘吉尔之后对英国下议院给出了这场海战失败的官方解释：“克拉多克感到只要他与克诺珀斯号一起行动，他就无法立即进攻敌人，因此他决定使用较快的巡洋舰先行。他相信即使自己被摧毁了……他也将对敌军舰船造成损害，而这些损害将导致敌舰之后必然的毁灭。”
尽管施佩获得了胜利，但他仍对自己能在接下来的战斗中生还的可能性感到悲观，认为自己并没有沉重打击到英国皇家海军。 11月3日，德国舰队进入了智利瓦尔帕莱索港，受到当地德裔人口的热烈欢迎。伯爵拒绝了参加任何庆祝活动；当有人为他献上花束时，他拒绝了，并评论道：“这些花在我的坟墓上一定很好看。” 12月8日，他和他手下大部分官兵一起，在福克蘭群島海戰中迎击占据优势的英国舰队时阵亡。